# Duras (cépage)
Pour les articles homonymes, voir Duras.
Le duras N est un cépage de cuve noir.

## Origine et répartition
Originaire du département du Tarn, il est appelé durazé dans l'Ariège. Selon Robert Plageoles, il serait issu d'une lambrusque de la forêt domaniale de la Grésigne ou d'un métissage de cette lambrusque et un autre cépage. Le 8 novembre 1484, maître Pacino, notaire à Lavaur, fait mention d'un bail d'une vigne de duras N, prouvant là l'ancienneté de ce cépage. Certains auteurs n'hésitent pas à le faire remonter au duracina cité par Caton l'Ancien et Columelle.
Lors de son passage dans le Tarn dans les années 1860, Jules Guyot cite simplement le duras comme faisant partie du vignoble mais précise que l'essentiel du volume est assuré par un assemblage de fer servadou, négrette et prunelard.
C'est son apparition comme cépage obligatoire dans le décret AOC Gaillac rouge en 1970 qui va le sauver, faisant passer les surfaces plantées de 75 ha en 1968 à 800 ha en 1994.
Il n'est aujourd'hui cultivé que dans son vignoble d'origine.
Des analyses génétiques ont permis de découvrir qu'il est issu d'un croisement intra-spécifique entre le tressot N et le savagnin B.

## Caractères ampélographiques

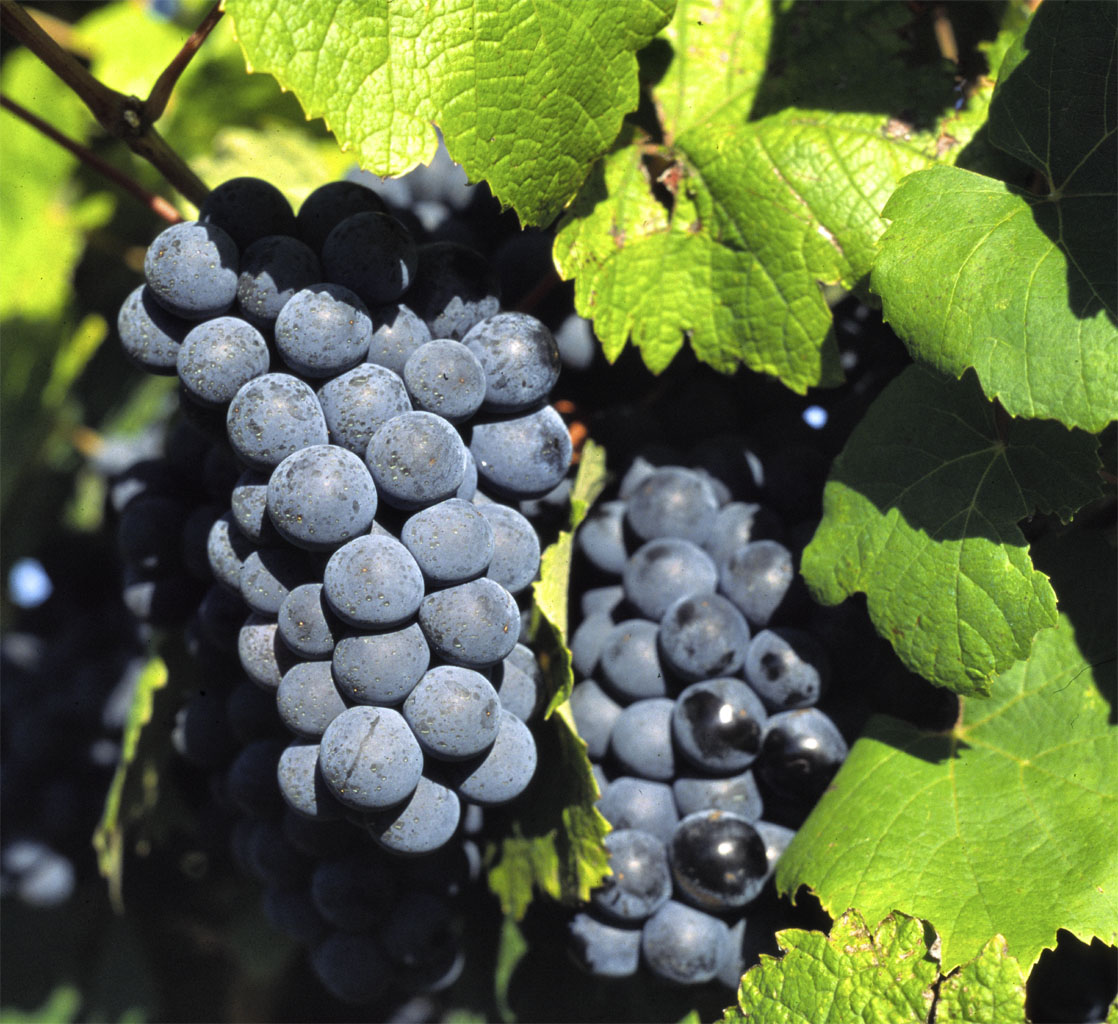
Grappe de duras.

- Extrémité du jeune rameau à forte densité de poils couchés.
- Jeunes feuilles de couleur jaunes.
- Feuilles adultes orbiculaires à 5 ou 7 lobes, des sinus pétiolaire latéraux très profonds en U, avec présence fréquente d'une dent au fond, un limbe tourmenté, révoluté et face inférieure, une faible densité de poils couchés et des poils dressés.

## Aptitudes culturales
Ce cépage débourre 5 jours après le chasselas et sa maturité est de deuxième époque: 3 semaines après le chasselas.
C'est un cépage vigoureux et fertile, généralement mené en taille courte (cordon, gobelet) ou semi-courte. (tirette). Il est assez sensible à l'oïdium, au mildiou, aux acariens et à l'eutypiose.

## Potentiel technologique
Les grappes sont de taille moyenne et les baies sont petites. Les vins qui en sont issus sont assez alcooligènes mais moyennement colorés, parfumés (fruits noirs) et épicés (poivre). Il est rarement commercialisé seul. À Gaillac, il est assemblé avec du fer servadou, de la syrah, du merlot ou du cabernet sauvignon.